# Stéphane Spira
Pour les articles homonymes, voir Spira.
Stéphane Spira, né en 1966, est un saxophoniste de jazz français.

## Biographie
Stéphane Spira fréquente le conservatoire du 18e arrondissement à Paris dès l'âge de six ans. Il découvre le jazz à dix-sept ans dans un club bordelais et choisit d'apprendre le saxophone en autodidacte vers l'âge de vingt ans.
Après un cycle en maths spé et des études d’ingénieur à Paris, où il fréquente les clubs de jazz, Stéphane Spira s’expatrie au début des années 1990 à Riyad en Arabie saoudite où il obtient un contrat d'électronicien technico-commercial. Il continue pendant son temps libre à étudier l'harmonie et le solfège en autodidacte, et joue avec des musiciens arabes.
En 1994, il reçoit le premier prix d'arrangement et de composition lors du Gaume Jazz Festival en Belgique.
De retour en France fin 1995, il décide d'abandonner son métier pour devenir musicien de jazz. Il commence à se produire sur scène au Bistrot d'Eustache, un "concert-restaurant" du quartier des Halles à Paris, et au Petit Opportun où il rencontre entre autres Bernard Rabaud (le vibraphoniste et patron du club), et les pianistes Michel Graillier et Giovanni Mirabassi. En 1996 il crée son premier quartet avec le guitariste Jean-Luc Roumier. Il continue pendant plusieurs années à fréquenter les clubs parisiens où il se forme et progresse au gré de ses rencontres. Il se lance également dans la composition.
En 1999, il forme un duo avec Michel Graillier qui se produit dans une cinquantaine de concerts. À cette occasion, il rencontre de nombreux musiciens parmi lesquels Alain Jean-Marie, Wayne Dockery, Gildas Boclé, Michel Zenino, Gilles Naturel, et Daniel Mille. Il commence en 2003 à jouer avec le pianiste Olivier Hutman.
Stéphane Spira enregistre en 2006 un premier disque de ses compositions en quartet, First Page (Bee Jazz).
Affecté par la mort de son père en novembre 2007, Stéphane Spira commence à composer son prochain album (Spirabassi), en son hommage, où il joue en duo avec Giovanni Mirabassi.
Stéphane Spira s'installe à New York à partir de janvier 2010. Il enregistre à Paris son troisième album en hommage à Antônio Carlos Jobim, Round About Jobim, arrangé et accompagné par Lionel Belmondo et son ensemble Hymne au Soleil. Il y expose une rencontre entre le jazz et les musiques classiques dont s'inspirait Jobim.

## Discographie
- 2006 : First Page (Bee Jazz), avec Olivier Hutman (p), Philippe Soirat (d), Gilles Naturel (b), Stéphane Belmondo (bugle).
- 2009 : Spirabassi (Bee Jazz), avec Giovanni Mirabassi (p).
- 2012 : Round About Jobim (JazzMax), avec Lionel Belmondo et l'ensemble Hymne au Soleil.
- 2014: In Between (Jazzmax) , with Glenn Ferris (trombone), Steve Wood (b) & Johnathan Blake (dms)
- 2018: New Playground (Jazzmax) , with Joshua Richman (p), Steve Wood (b) & Jimmy Macbride (dms)
- 2020: « Improkofiev »